# Karl Andersén
Karl Olof "Dykarn" Andersén, i folkbokföringen Andersen, född 17 maj 1922 i Raus församling, Malmöhus län, död 10 december 2012 i Riseberga-Färingtofta församling, Skåne län, var en svensk fotbollsspelare (anfallare) som spelade tre allsvenska matcher för Gais.
Andersén föddes i Raus församling utanför Helsingborg men flyttade vid späd ålder till Tvååkers församling utanför Varberg, där han inledde sin fotbollskarriär i Galtabäcks BK. Han upptäcktes efter att ha gjort fem mål för en Varbergskombination i en vänskapsmatch mot IFK Göteborg och gick till Gais hösten 1950, men gjorde bara tre allsvenska matcher (inga mål) för klubben säsongen 1950/1951.
Andersén sågs som en farlig skytt, duktig spelfördelare och bra tekniker. Det säregna smeknamnet "Dykarn" berodde troligen på att hans far var dykare till yrket.